# Xe đạp leo núi

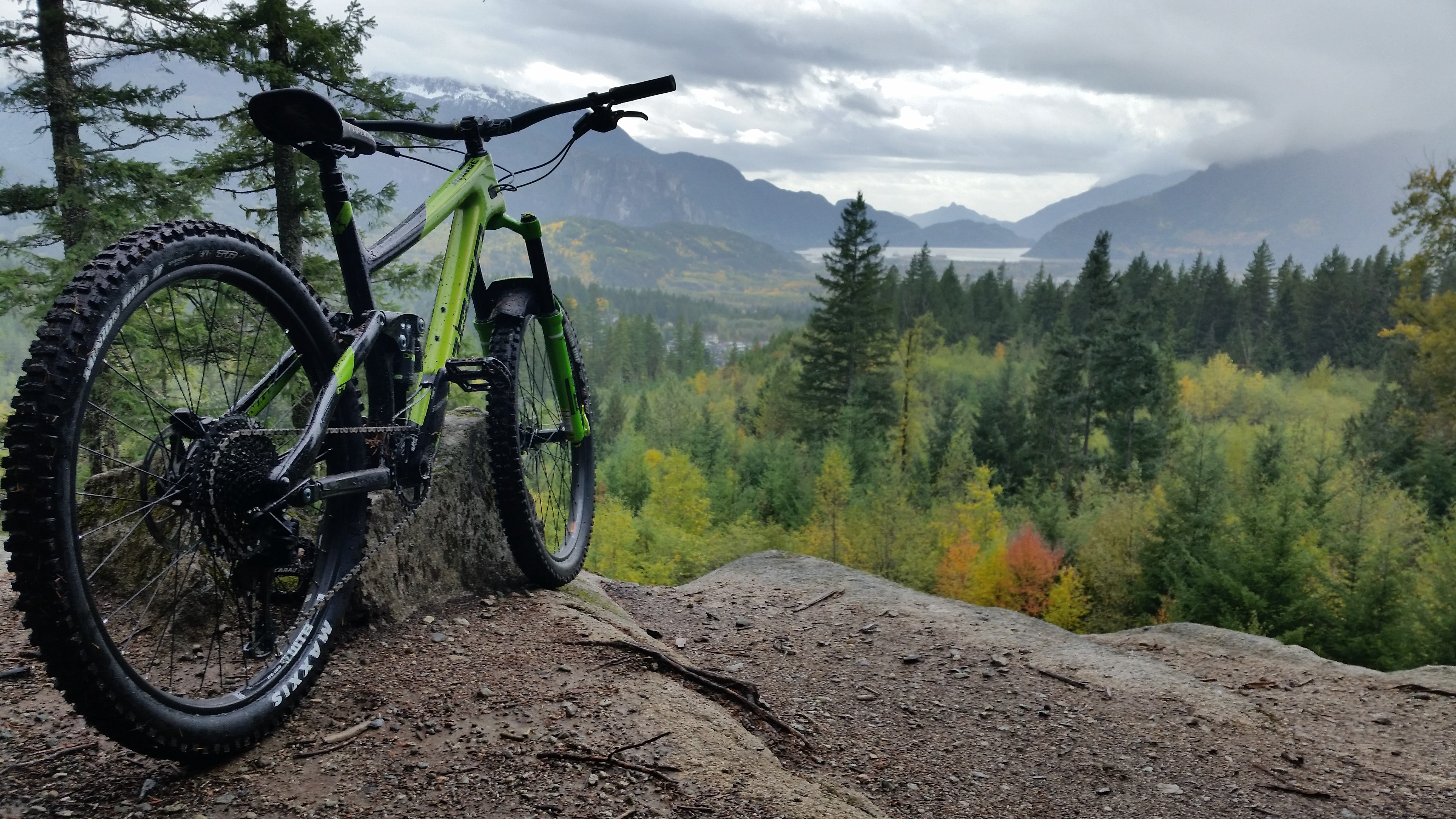
Một chiếc xe đạp leo núi có giảm xóc đầy đủ.

Xe đạp leo núi (tiếng Anh: mountain bike) là một chiếc xe đạp được thiết kế để đi xe đạp địa hình. Xe đạp leo núi có một số điểm tương đồng với các xe đạp khác, nhưng kết hợp các tính năng được thiết kế để tăng cường độ bền và hiệu suất trong địa hình gồ ghề. Chúng thường bao gồm một phuộc treo, lốp lớn, bánh xe bền hơn, phanh mạnh hơn, tay lái thẳng, tỷ số truyền thấp hơn để leo lên các bậc dốc và đôi khi có hệ thống treo phía sau để xe có thể chạy trơn tru trên đường mòn.
Xe đạp leo núi thường được chuyên dụng để sử dụng trên những con đường mòn trên núi, đường đơn, đường chặn cháy rừng và các bề mặt không trải nhựa khác, mặc dù có lẽ   phần lớn trong số chúng không bao giờ được sử dụng ngoài vỉa hè, và người ta thường tìm thấy những chiếc xe đạp đường trường lai dựa trên khung"xe đạp leo núi"để bán. Địa hình đi xe đạp leo núi thường có đá, rễ, bụi bẩn và lớp dốc. Nhiều con đường mòn có thêm TTF (Tính năng đường mòn kỹ thuật) như cọc gỗ, khúc gỗ, vườn đá, skinnies, nhảy khoảng cách và leo tường. Xe đạp leo núi được chế tạo để xử lý các loại địa hình và tính năng này. Cấu trúc hạng nặng kết hợp với vành mạnh mẽ hơn và lốp rộng hơn cũng đã khiến phong cách xe đạp này trở nên phổ biến với những người đi xe đạp trong đô thị, vốn thường phải điều hướng qua ổ gà và trên lề đường.
Kể từ khi phát triển môn thể thao đạp xe leo núi vào những năm 1970, nhiều kiểu phụ mới của xe đạp leo núi đã được phát triển, chẳng hạn như xuyên quốc gia (XC), enduro/tất cả các ngọn núi, freeride, xuống dốc, và một loạt các loại đường đua và slalom. Mỗi nơi đều có những nhu cầu khác nhau đối với xe đạp, đòi hỏi những thiết kế khác nhau để có hiệu suất tối ưu. Sự phát triển của mtb đã dẫn đến sự gia tăng trong việc di chuyển của hệ thống treo, giờ đây thường lên tới 8 inch (200 mm), và có hộp số lên tới 27 tốc độ, để tạo điều kiện thuận lợi cho cả leo trèo và xuống dốc nhanh. Những tiến bộ trong bánh răng cũng đã dẫn đến một xu hướng"1x"(phát âm là"one-by"), đơn giản hóa bộ truyền động cho một chainring ở phía trước và một băng ở phía sau, thường có 9-12 sprockets.
Các thành ngữ"xe đạp địa hình"và từ viết tắt"ATB"được sử dụng làm từ đồng nghĩa với"xe đạp leo núi", nhưng một số tác giả cho rằng chúng không đồng nhất